# Everaldo (Fußballspieler, 1974)
Everaldo, bürgerlich Everaldo Batista (* 7. Juni 1974 in Camaçari), ist ein ehemaliger brasilianischer Fußballspieler.

## Karriere

### Vereine
Er startete seine Karriere bei União São João EC und Atlético Mineiro. Am 1. Juli 1999 wechselte er zu Borussia Dortmund, wo er in der Saison 2000/01 allerdings nur in der 2. Mannschaft zum Einsatz kam. Am 1. Juli 2001 schloss er sich dem Zweitligisten SpVgg Greuther Fürth an, für den er insgesamt 31 Spiele bestritt.
Nach einem kurzen Gastspiel bei Ligakonkurrent LR Ahlen wechselte er im Januar 2003 zurück in seine brasilianische Heimat.
In Brasilien spielte er bis zu seinem Karriereende 2012 für verschiedene Vereine in der Séria A und Série B, unter anderem für Náutico Capibaribe und CA Bragantino.